# Grizzly River Run
Grizzly River Run is een rapid river in het Amerikaanse attractiepark Disney California Adventure Park.
Grizzly River Run opende op 8 februari 2001 als eerste rapid river van het Disneyland Resort en tweede rapid river binnen alle Disney-parken ter wereld. De attractie is deels gelijk aan Kali River Rapids in Disney's Animal Kingdom.
Grizzly River Run is gebouwd in, tegen en rondom een kunstmatige rotsformatie, de Grizzly Peak. Boven op de rotsformatie bevindt zich een in rots uitgehakt hoofd van een wolf. Aan het begin van de rit worden de boten een kunstmatige berg opgetakeld naar het hoogste van de punt de rit, 14 meter. Tijdens de rit varen boten door en om de berg en passeren meerdere stroomversnellingen en afdalingen. De laatste afdaling is met 7 meter de hoogste van de gehele rit. Dit alles maakt Grizzly River Run de langste, grootste en snelste rapid river ter wereld.

## Afbeeldingen

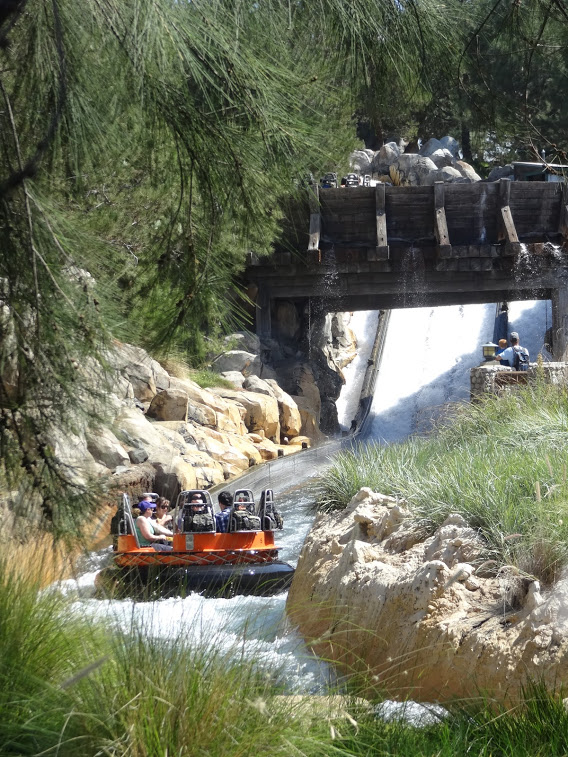
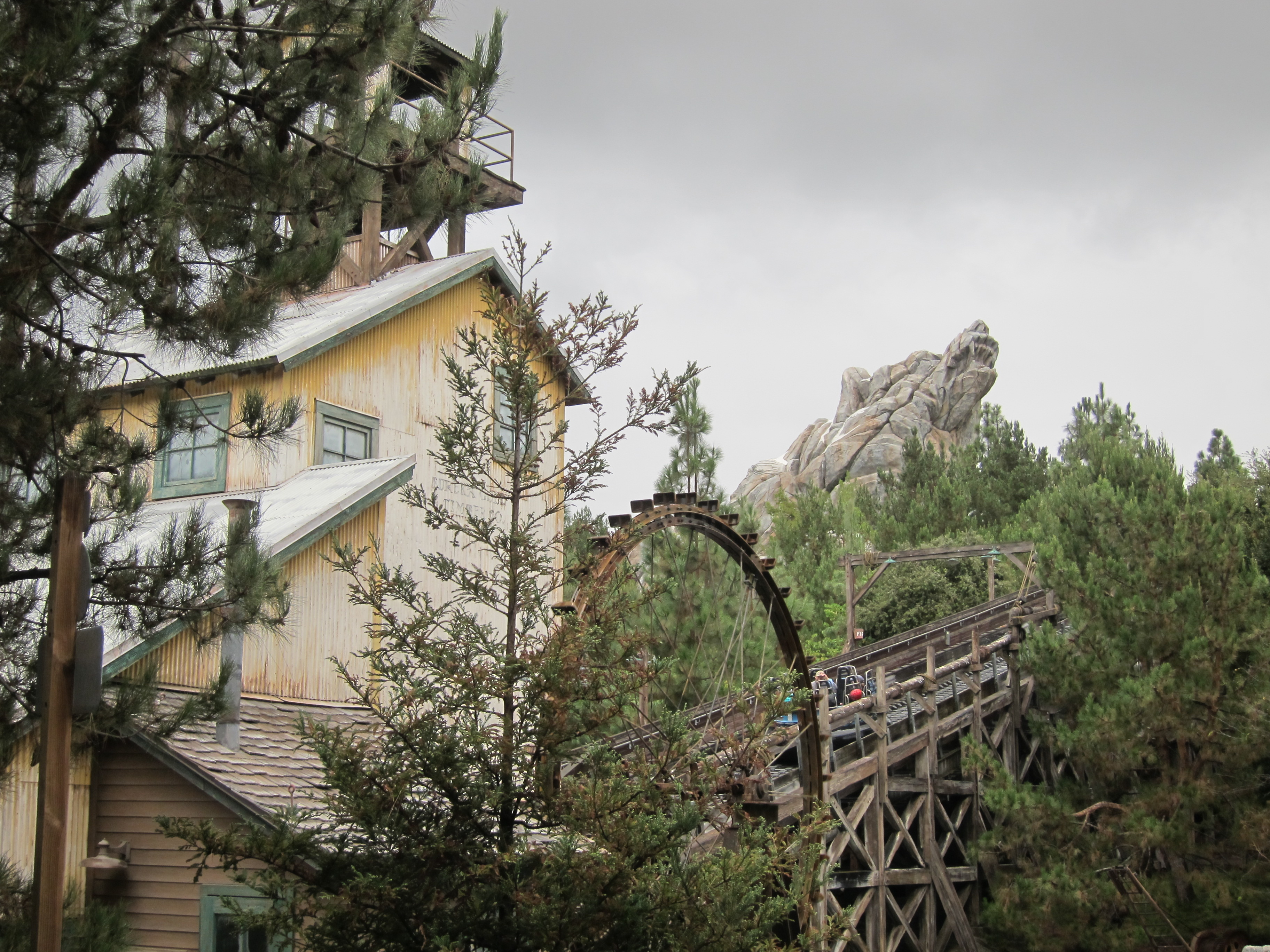
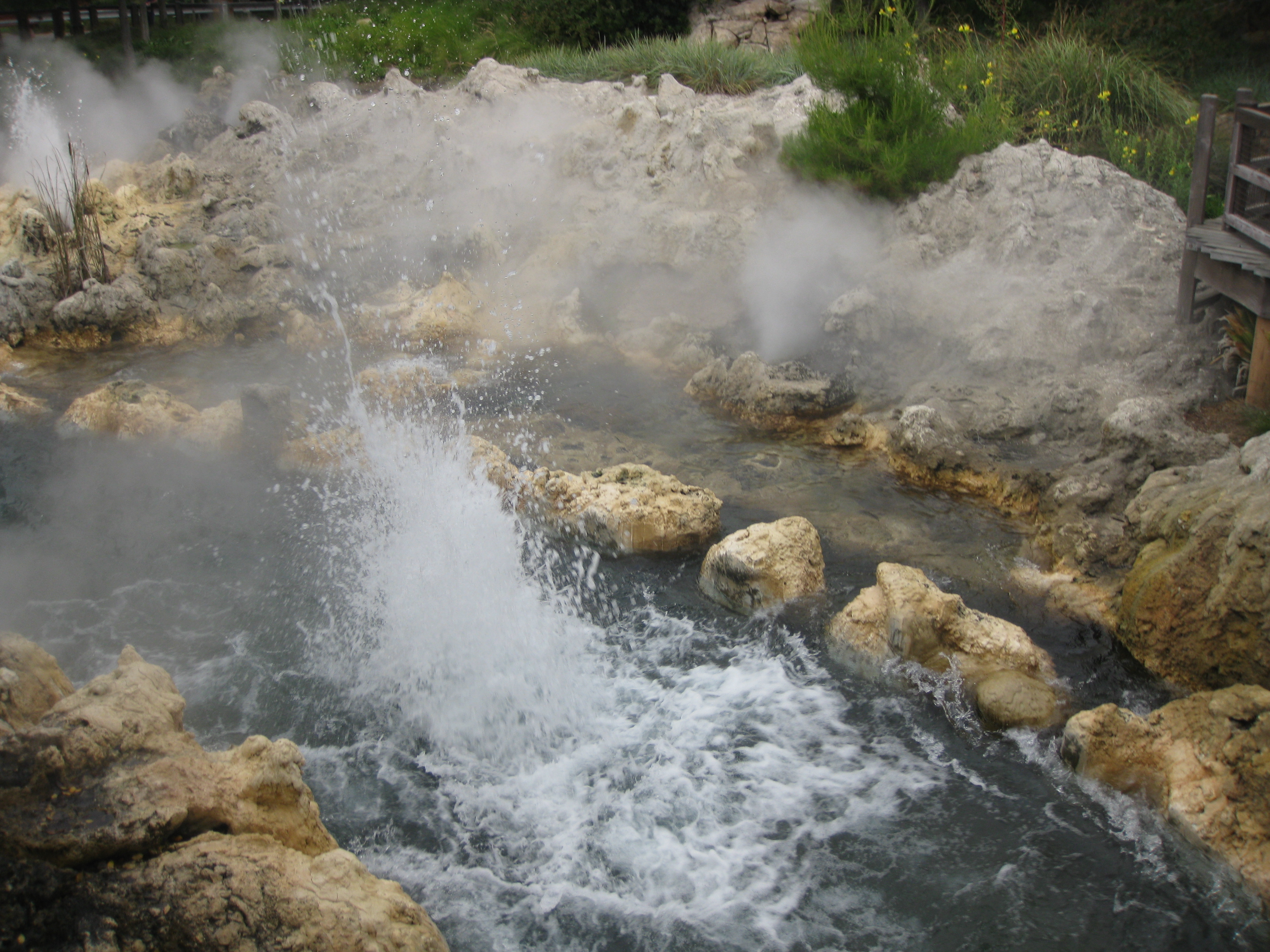
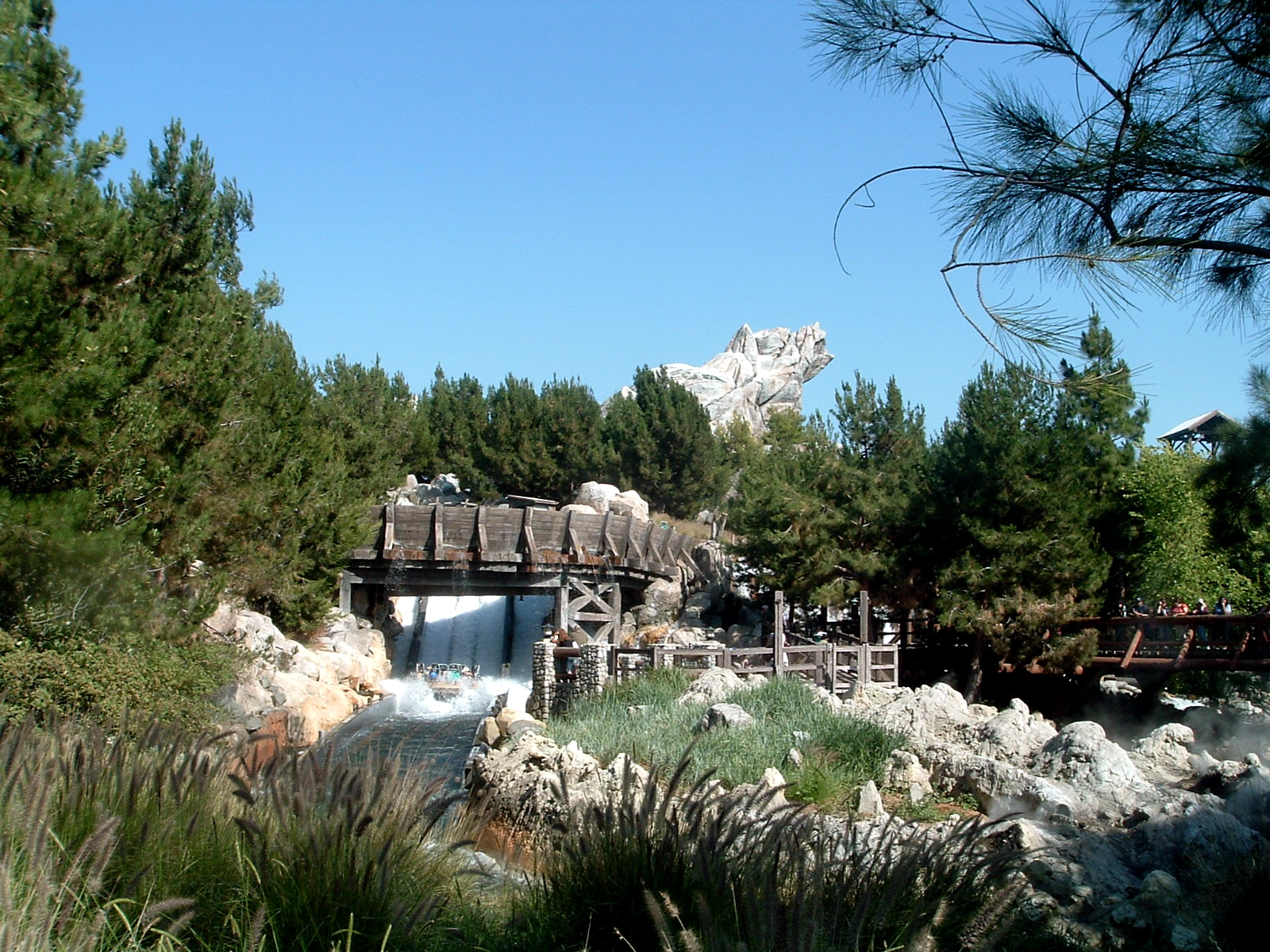

Disneyland Resort · Lijst van attracties in Disney California Adventure Park